# Waldo - Anonima stregoni
Waldo - Anonima stregoni (Waldo & Magic Inc. del 1950) è una raccolta di due romanzi di genere fantastico dello scrittore statunitense Robert A. Heinlein:
- Waldo (Waldo, 1942),
- Anonima stregoni (Magic, Inc., 1940).

## Storia editoriale
È stata tradotta in italiano da Roberta Rambelli e pubblicata nel 1979 dalla Fanucci nel volume n. 46 della collana Futuro. Biblioteca di Fantascienza.
Nel 1999 è stata inclusa, insieme alla raccolta Il mestiere dell'avvoltoio (The Unpleasant Profession of Jonathan Hoag) del 1959, nell'antologia personale The Fantasies of Robert A. Heinlein tradotta in italiano da Vittorio Curtoni e pubblicata dalla Mondadori nel 2003 in due volumi: Anonima Stregoni (che contiene anche il romanzo omonimo) e Il mestiere dell'avvoltoio (che contiene anche Waldo).
Nel 2013 Waldo & Magic Inc. è stata nuovamente pubblicata in italiano, nella traduzione di Curtoni, in un unico volume, il n. 1596 della collana I capolavori di Urania, intitolato Waldo.